# Justo Vasco
Pour les articles homonymes, voir Vasco.
Justo Vasco, né en 1943 à La Havane, à Cuba, et mort le 23 janvier 2006 d'un accident vasculaire cérébral à Gijón, dans les Asturies, en Espagne, est un écrivain et traducteur cubain, auteur de roman noir.

## Biographie
Il fait des études à l'université Patrice Lumumba de Moscou où il obtient un doctorat en chimie avant de devenir professeur de physique à l'université de La Havane. De 1980 à 1988, il est directeur éditorial et traducteur aux éditions Arte y Literatura à Cuba.
En 1995, il s’installe à Gijón où il devient le coordonnateur du concours littéraire de la Semana Negra de Gijón (es) fondé par Paco Ignacio Taibo II.
En 1983, il publie son premier roman Completo Camagüey coécrit avec Daniel Chavarría. Avec son compatriote, il écrit trois romans dont en 1994 Boomerang (Contracandela). En 1998, il fait paraître L'Œil aux aguets (Mirando espero) pour lequel il obtient le Premio Hammett (es) 1999. Pour Claude Mesplède, « avec des dialogues aux expressions fleuries et irrésistiblement cubaines, Justo E. Vasco brille par son humour et exprime à merveille la spécificité de la vie à La Havane ».

## Œuvre

### Romans
- Completo Camagüey (1983) (coécrit avec Daniel Chavarría)
- Primero muerto (1986) (coécrit avec Daniel Chavarría)
- El muro (1990)
- Contracandela (1994) (coécrit avec Daniel Chavarría) Publié en français sous le titre Boomerang, traduit par Jacques-François Bonaldi, Paris, Payot & Rivages, Rivages/Noir no 322, 1999  (ISBN 2-7436-0481-6)
- Mirando espero (1998) - Premio Hammett (es) 1999 Publié en français sous le titre L'Œil aux aguets, traduit par Emmanuelle Chevrière, Paris, Gallimard, Série noire no 2689, 2003  (ISBN 2-07-049983-9)

## Sources
- Claude Mesplède (dir.), Dictionnaire des littératures policières, vol. 2 : J - Z, Nantes, Joseph K, coll. « Temps noir », 2007, 1086 p. (ISBN 978-2-910-68645-1, OCLC 315873361), p. 945.